# Ost

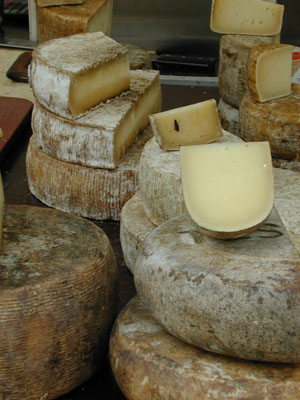
Ost på en marknadsplats i Basel.

Ost är en mejeriprodukt som tillverkas av mjölk (eller någon annan mjölkprodukt) genom att protein- och fettinnehållet fås att stelna (koagulera) och resten, i huvudsak vatten och vattenlösliga ämnen, avskiljs. Osten utgörs av merparten av mjölkens fett, protein (kasein) och kalcium, och den avskiljda så kallade vasslen av vatten, vattenlösliga proteiner, mjölksocker (laktos) samt en del mineraler och vitaminer.
Ko-, get- och fårmjölk är de vanligaste mjölktyperna som används för framställning av ost. Det finns även ost tillverkad av mjölk från vattenbuffel och älg.

## Ostkonsumtion

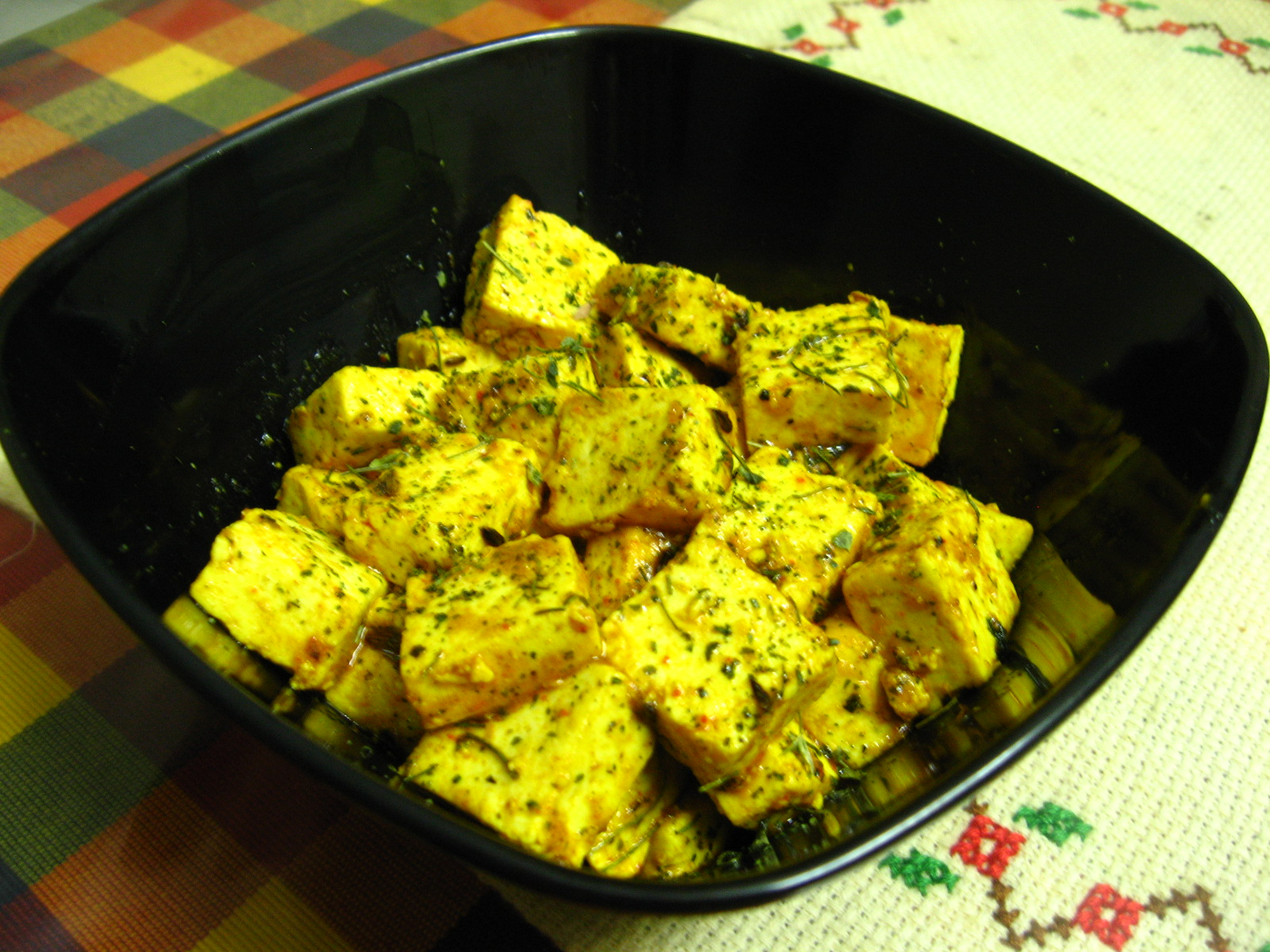
Indisk osträtt gjord på panir

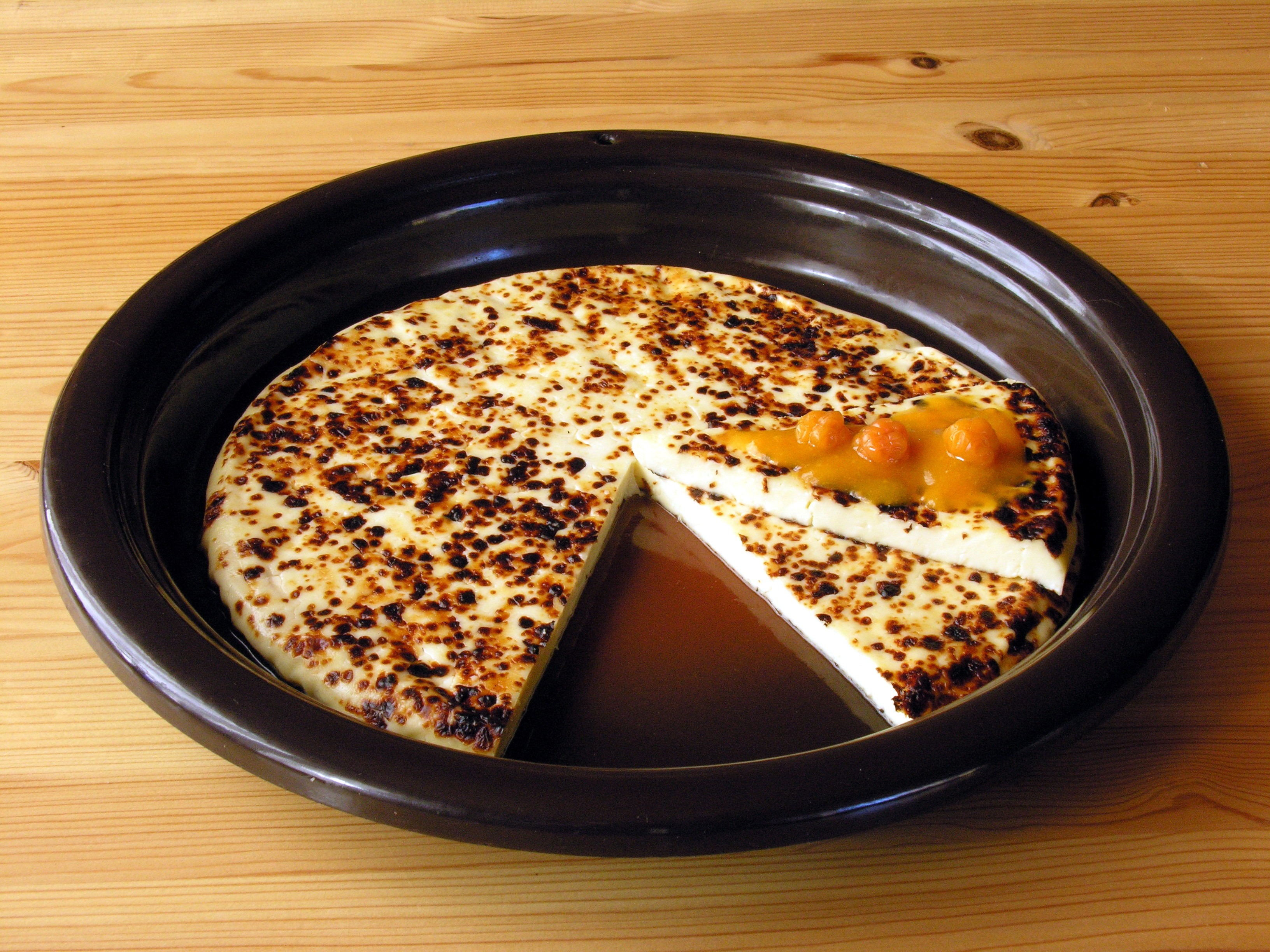
Finsk kaffeost med hjortronsylt

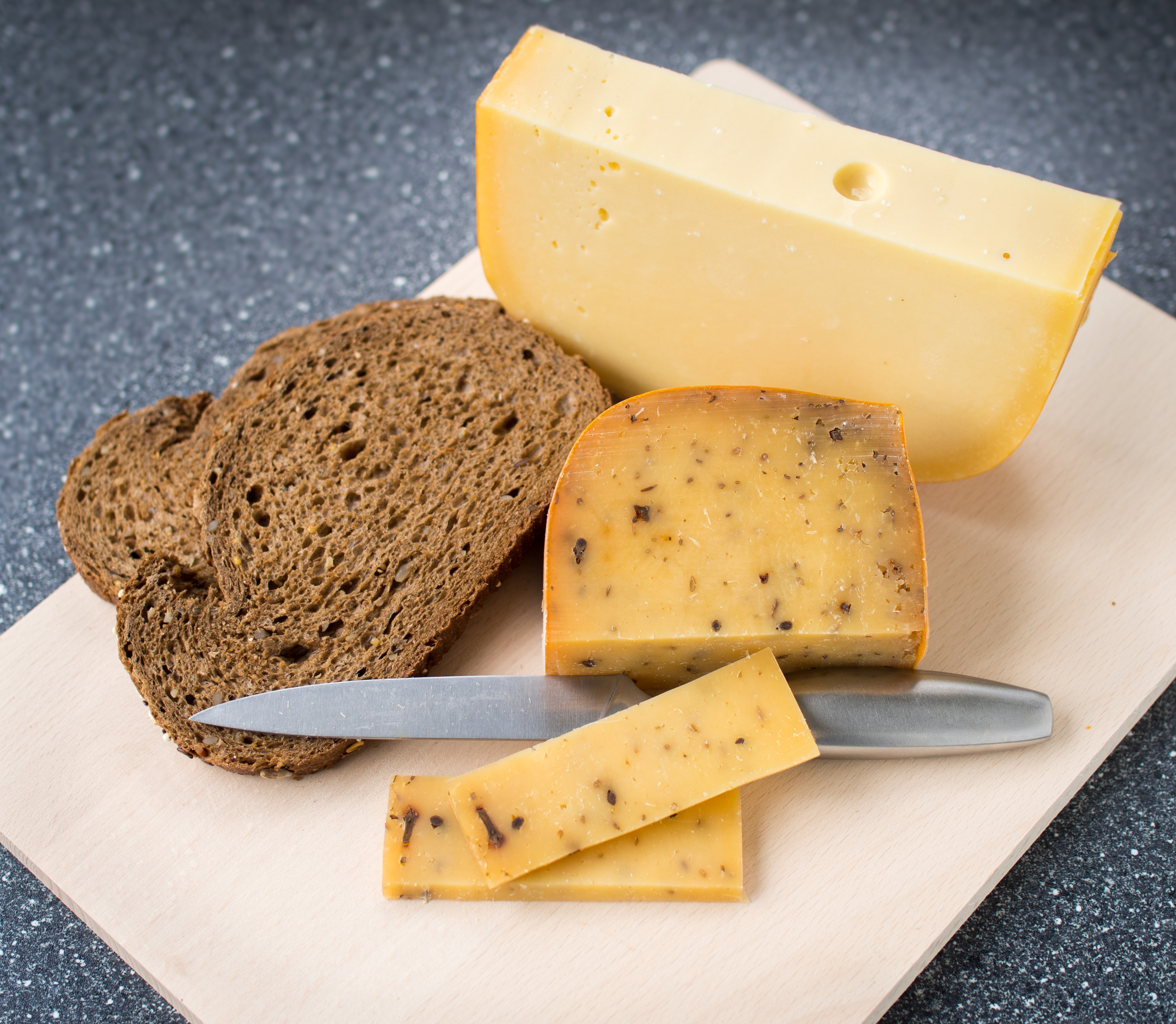
Ostbricka med den holländska osten Boerenkaas.

| Årlig ostkonsumtion per invånare (2017) | Årlig ostkonsumtion per invånare (2017) |
| Land                                    | kg                                      |
| --------------------------------------- | --------------------------------------- |
| Danmark                                 | 28,1                                    |
| Island                                  | 27,7                                    |
| Finland                                 | 27,3                                    |
| Frankrike                               | 27,2                                    |
| Cypern                                  | 26,7                                    |
| Tyskland                                | 24,7                                    |
| Schweiz                                 | 22,2                                    |
| Nederländerna                           | 21,6                                    |
| Italien                                 | 21,5                                    |
| Österrike                               | 21,1                                    |
| Sverige                                 | 20,5                                    |
| Estland                                 | 20,0                                    |
| Lettland                                | 19,8                                    |
| Norge                                   | 19,8                                    |
| Israel                                  | 18,9                                    |

## Etymologi
Ost är ett nordiskt ord besläktat med latinets jus, som betyder soppa, sås. På svenska är ordet ost belagt före 1520, och kommer från fornsvenska oster.  På finska heter ost juusto vilket är inlånat från germanska.
Engelskans cheese, portugisiskans queijo, spanskans queso, tyskans Käse, m fl kommer från latinets caseus med betydelsen ost.
Franskans fromage och italienskans formaggio kommer av latinets formaticum med betydelsen "tillverkad i form".
På bosniska heter ost sir, makedonska sirenje, polska ser, ryska сыр (syr), slovakiska sir, tjeckiska sýr och på ungerska sajt.

## Historik
Ost är känt sedan tusentals år. Arkeologiska belägg sträcker sig tillbaka till sjätte årtusendet före Kristus i norra Europa. Ett av de äldsta skriftliga beläggen för dess existens finns i Första Samuelsboken i Gamla testamentet i Bibeln. Där befaller den åldrige Isais sin yngste son David att gå med diverse proviant till sina bröder som är med i kriget mot filistéerna, samt att därvid även medföra "tio ostar" till brödernas överhövitsman (1 Sam, 17:18). Också i babyloniska och egyptiska dokument finns belägg för ostproduktion.
Det var i osten man först fann aminosyran tyrosin, varför det grekiska ordet för ost, tyros fått ge namn åt denna. Vårt skandinaviska ord "ost" och det finska "juusto" kan härledas från den indoeuropeiska ordstammen "justa". 

Reklam för ost i en butik, 1948.

Den äldsta typen av ost är färskost. Löpeosten spred sig i Europa genom Romarriket och fortsatte senare att spridas med katolska kyrkan - inom den ortodoxa kyrkans område är fortfarande färskostar betydligt vanligare. I engelskan och tyskan har det latinska namnet för löpeost, caseus lånats in som cheese och käse. I Sverige behölls däremot det gamla namnet, och färskost har i stället kallats "gammelost" för att skiljas från ost på löpe.
Nord- och Sydamerikas indianbefolkning saknade löpe-producerande tamboskap men ost framställdes i flera andra områden, framförallt i tempererade klimat. De områden som i större utsträckning framställt ost är desamma som i övrigt tillvaratagit mjölk från nötkreatur, det vill säga Asien och Europa (jämför laktosintolerans).

## Tillverkning

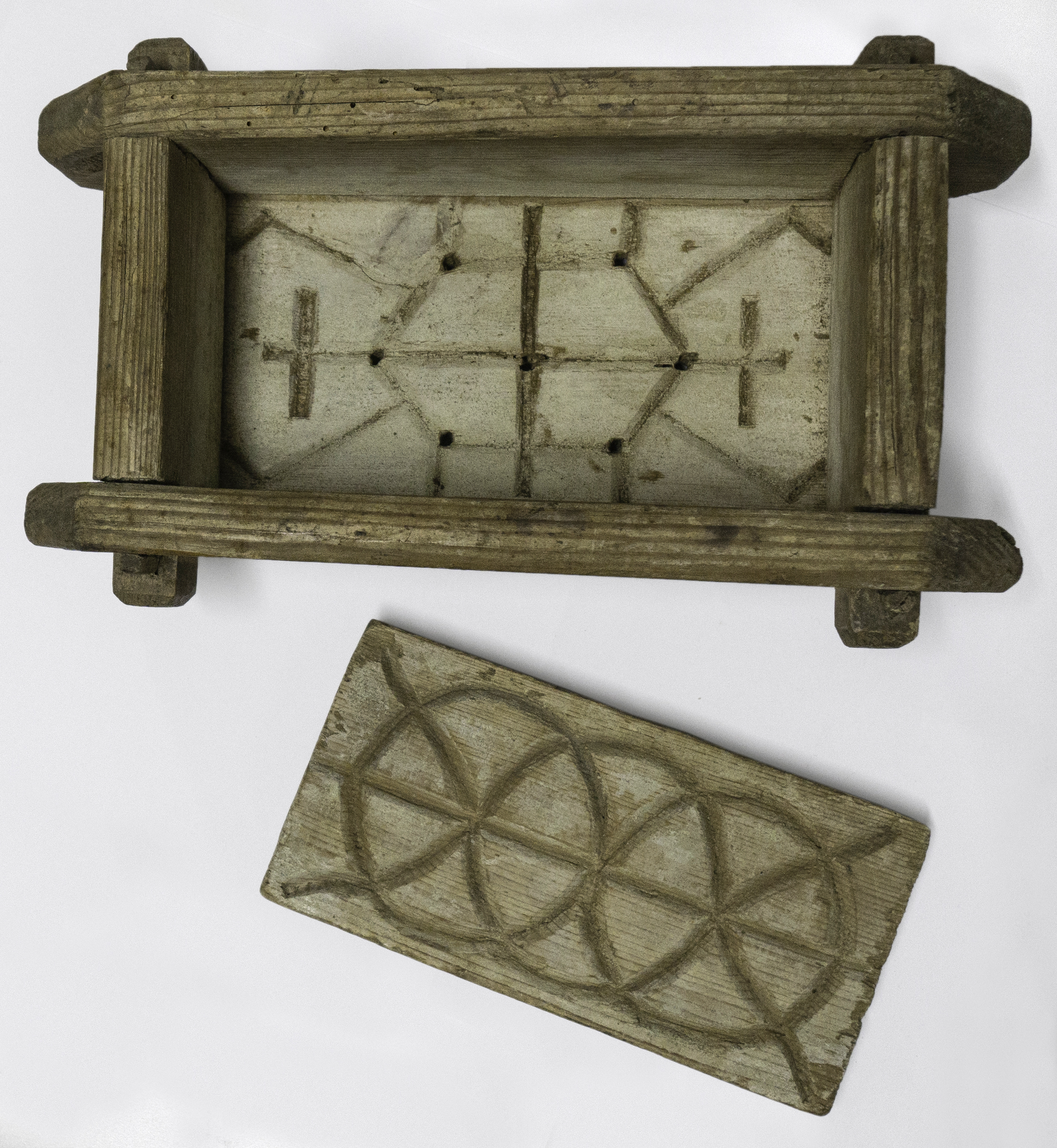
En ostform med karvsnitt från gården Kryckeläng i Sörmland.

Osttillverkningen kallas ystning. Den inleds oftast av olika former av förbehandling, som (låg-)pastörisering och standardisering av fetthalten, och därefter tillsätts ämnen som gör att ostmassan koagulerar och avskiljs från vasslen. Oftast utgörs tillsatsen av löpe som innehåller enzymer som sönderdelar mjölkproteinet (kasein) och fäller ut parakasein, och därvid gör att ostmassan stelnar. Olika sura ämnen såsom vinäger eller saft från citroner kan också användas. Denna surgörning får det kemiska komplex som kaseinet normalt bildar med kalciumfosfat att kollapsa, vilket också leder till att ostmassan stelnar. 
Förutom löpe eller syra brukar också mjölksyrabakterier tillsättas, vilket får laktosen att jäsa till mjölksyra som ytterligare sänker pH-värdet i osten.
I ystningen ingår också mekanisk bearbetning, så kallad brytning, som påskyndar avskiljningen av vasslen från ostmassan.
Efter koaguleringen pressas ostmassan i formar vilket får resterande vassle att avgå. Vid pressningen avgörs om osten skall bli grynpipig (till exempel hushållsost) eller rundpipig (till exempel Grevé). Om osten pressas under vatten (vassle) så blir den tätare och då kommer piporna i osten under lagringen att bli runda. Piporna bildas då mjölksyrabakterierna bryter ner laktos och bildar koldioxid som biprodukt. Osten efterbehandlas efter pressning ytterligare och får olika former av tillsatser beroende på typ av ost. Exempelvis brukar osten ofta saltas i saltlake. Osten förses också normalt med någon form av skyddande hölje, till exempel paraffin eller ett lager av mögelsvamp som får växa en tid på ytan. På senare tid har också lagring i en speciell typ av plasthölje gett upphov till en ost utan omgivande skorpa.
Slutligen följer sedan en kortare eller längre lagringsperiod beroende på vilken typ av ost det är. Lagringen sker under noggrann kontroll av luftfuktighet och temperatur som också är olika beroende på osttyp.

## Lagring
Ost lagras bäst under riktiga mognadsförhållanden, något som kan variera från sort till sort. Fasta, halvfasta och halvmjuka ostar lagras normalt i temperaturer omkring 8–13 grader Celsius. Osten bör packas in i vaxpapper och placeras i en löst packad påse, så att fuktigheten bevaras och att luften kan cirkulera runt osten. Blåmögelostar bör packas in tätt över hela ytan, så att svampsporerna inte sprider sig till andra matvaror i närheten. Ostar (vitmögelostar) som innehåller levande organismer bör packas löst och lagras så att de kan "andas", annars blir de förstörda. Dessa ostar är även mycket utsatta för påverkan utifrån som kan sätta sig på smaken och bör lagras därefter.
Ost som lagras kallt eller i kylskåp bör tas fram 1,5 till 2 timmar innan den serveras, annars kommer smaken inte riktigt fram. Vitmögelostar behöver normalt 30 till 45 minuter.

## Klassificering av ost

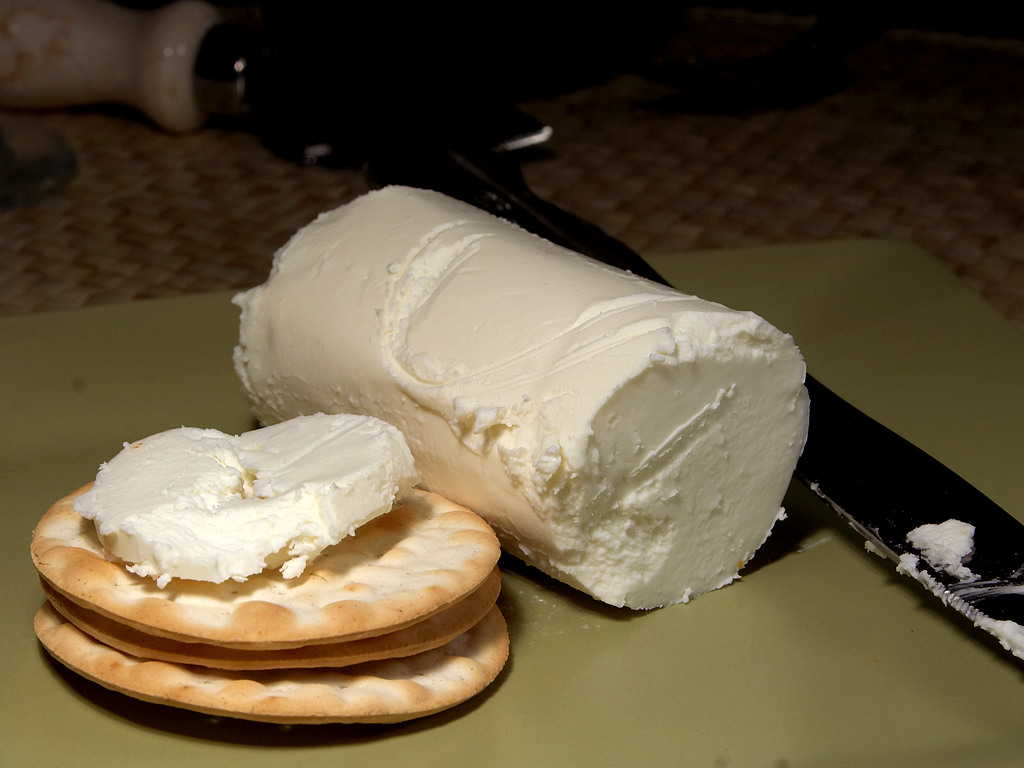
Getost på kex
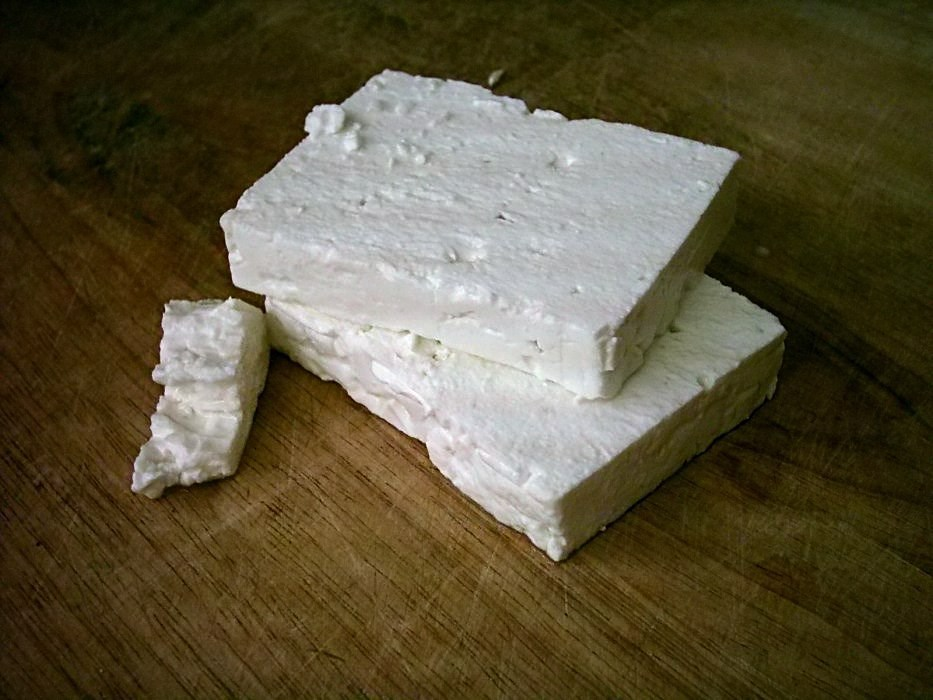
Feta
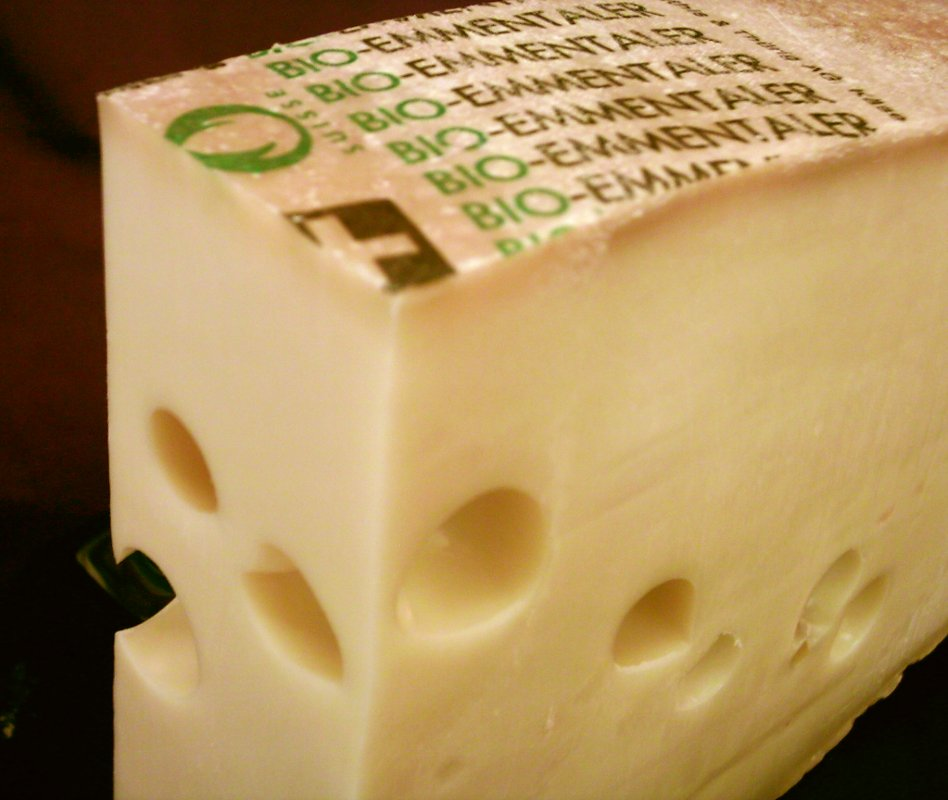
Emmentalerost
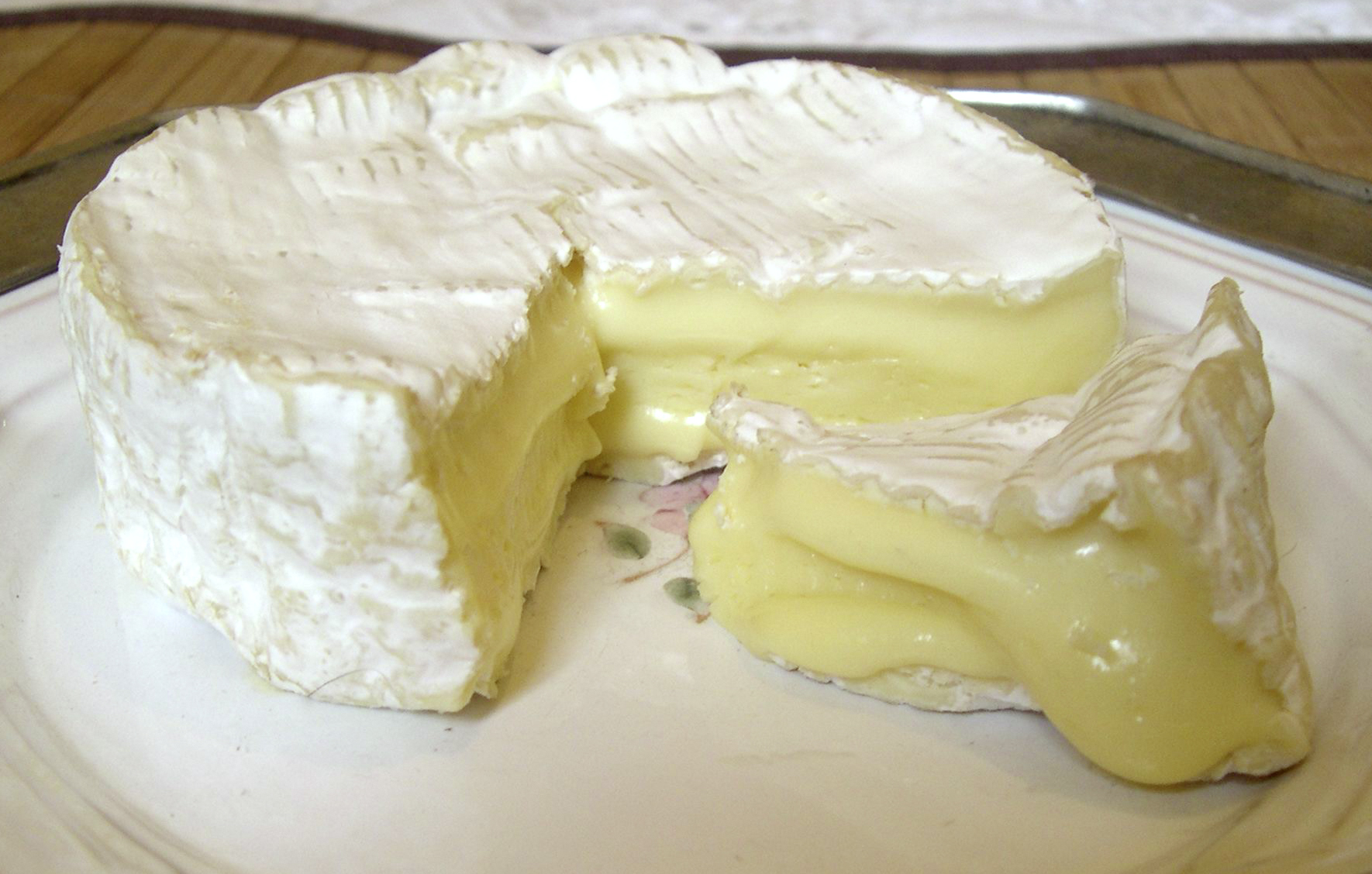
Camembert från Normandie
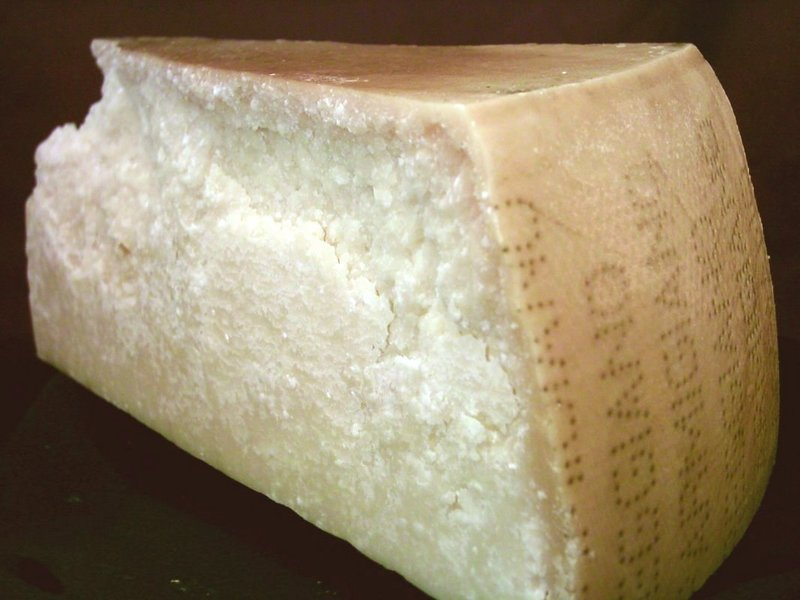
Parmigiano-Reggiano
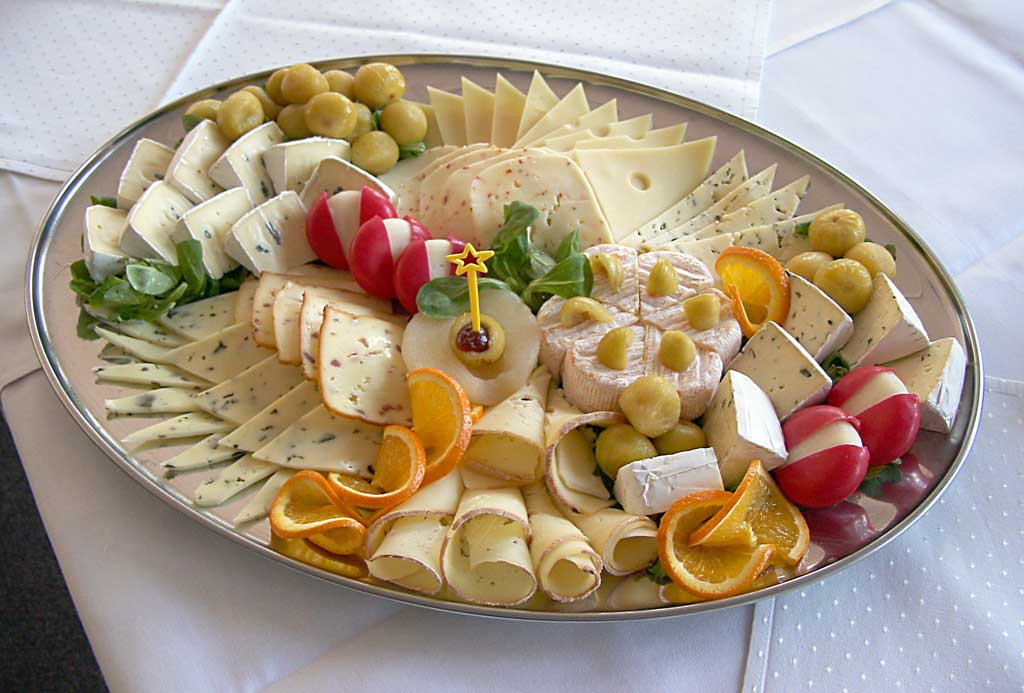
Tallrik med olika ostsorter

Det uppstår alltid problem vid klassificering av ost. Man kan välja utseende, användningsområde, tillverkningssätt, mjölktyp (fårost, getost) med mera. Nedan följer fyra olika grupper.

### Ostens konsistens
- Mycket mjuka (80 % vatten)
  - Nästan alla färskostar utom Fetaost
- Mjuka (50–70 % vatten)
  - Bredbara ostar: Brie, Cambozola, Camembert, Taleggio
- Halvhårda (40–50 % vatten)
  - Snittostar: Gouda, Morbier, Port Salut, Tilsiter
  - Blågröna mögelostar: Gorgonzola, Roquefort, Stilton, Ädelost
- Hårdost (30–50 % vatten)
  - Appenzeller, Beaufort, Cheddar, Comté, Edamer, Emmentaler, Grana Padano, Grevé, Gruyère, Herrgårdsost, Parmigiano-Reggiano (Parmesan), Pecorino, Prästost, Svecia, Västerbottensost

### Ostskorpan
- Vitmögel
  - Brie, Camembert
- Kittostar
  - Ambrosia, Limburger, Port Salut, Taleggio, Tilci
- Torr naturlig skorpa
  - Cheddar, Emmentaler, Stilton
- Organisk skorpa
  - Vissa getostar
- Artificiell skorpa
  - Cheddar med plast, Edamer med vax, Getost med aska

### Processer
- Färskost, ost som inte lagrats
  - Cream cheese, Fetaost, Halloumi, Keso, Kvarg, Mascarpone, Mozzarella, Paneer, Ricotta
- Opressad, lagrad
  - Brie, Camembert, Stilton
- Pressad, lagrad
  - Cheddar, Manchego
- Uppvärmd, pressad, lagrad
  - Emmentaler, Gouda, Gruyère, Parmigiano-Reggiano (Parmesan)

### Djurart som givit mjölken
- Buffelost (ex. klassisk mozzarella)
- Fårost (ex. Roquefort)
- Getost (ex. Crottin de Chavignol)
- Koost (ex. Grevé, Herrgårdsost)
- Älgost (ex. Bjurholms blåmögelost)

## Varianter och tillsatser
Det finns flera ostar utan mjölk och animaliskt innehåll, bland annat kokosost och ostar tillverkade av sojabönor eller nötter. I Sverige finns några små lokala tillverkare av veganska dessertostar.

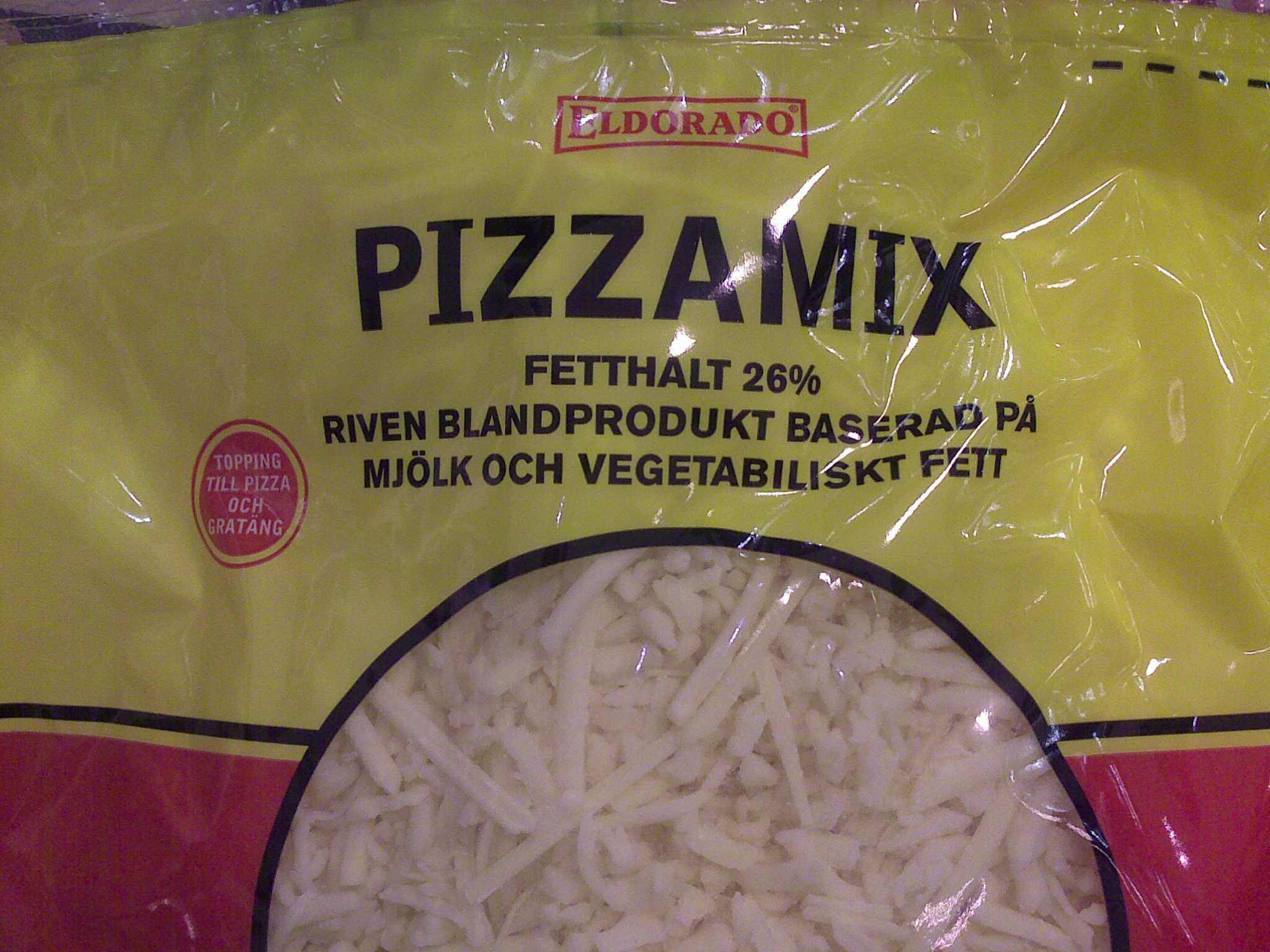
Pizzamix
En riven blandprodukt baserad på mjölk och vegetabiliskt fett.

Smältost, exempelvis så kallad hamburgerost, innehåller smältsalter som gör osten mjuk. Färdigförpackad riven eller skivad ost kan innehålla potatisstärkelse som klumpförebyggande medel. Ost kan även innehålla färgämne.
År 2008 uppmärksammade svensk media att så kallad analog ost, som främst består av vegetabilisk fettråvara istället för mjölk, såldes under namn som pizzamix, texmex-mix och gratängmix.

## Sagt om ost
- "En måltid utan ost är som en skönhet med blott ett öga" (Jean Anthelme Brillat-Savarin, La physiologie du goût).
- "Hur skall man kunna styra ett land som har 258 sorters ost?" (uttalande som tillskrivits Charles de Gaulle).
- "Ost är ost och alltid möts vi två" (Majestix på vägen till en hälsokur för sin krånglande lever i Uderzo/Goscinnys Asterix - Romarnas skräck).

## Galleri

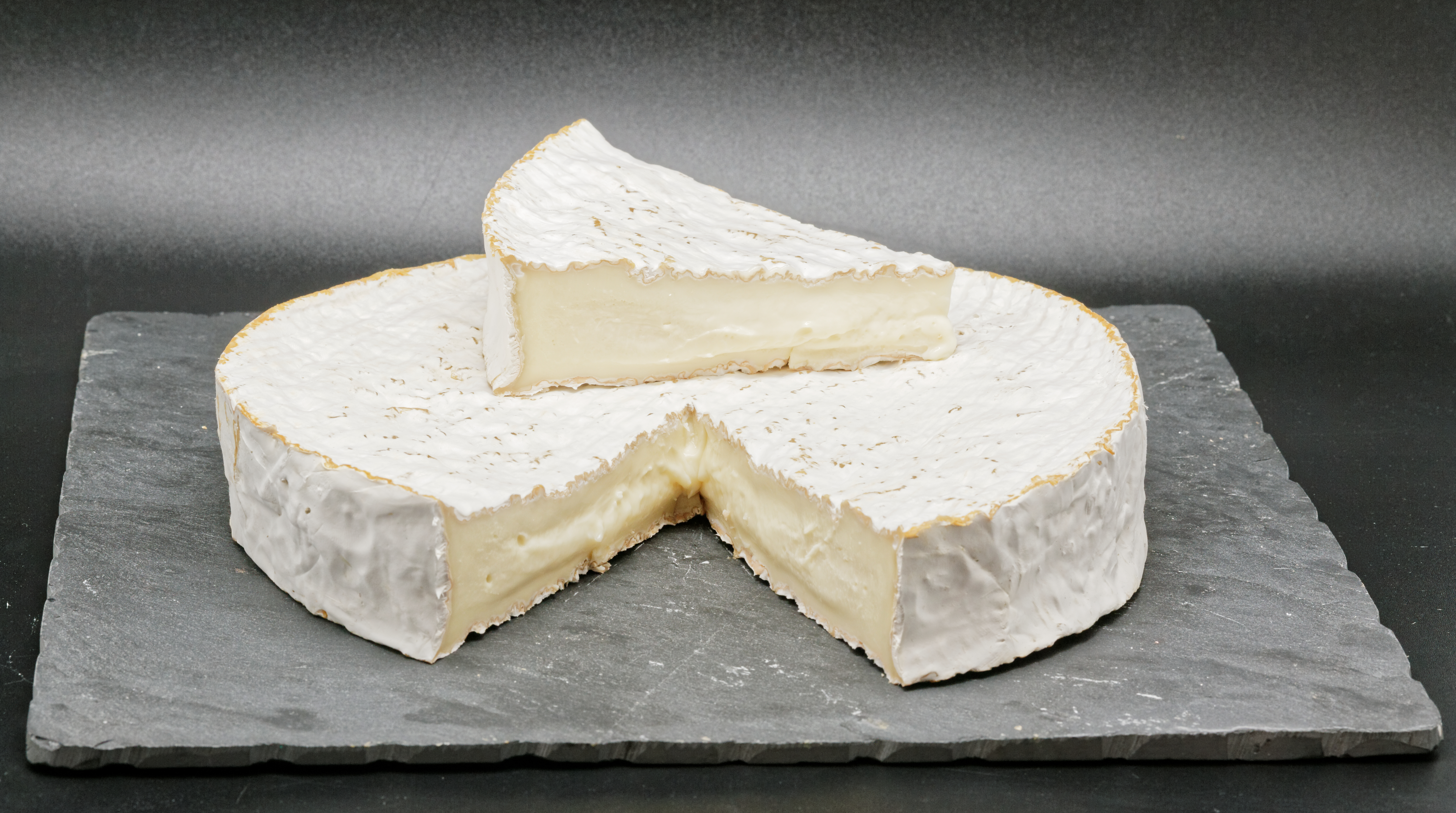
Brie
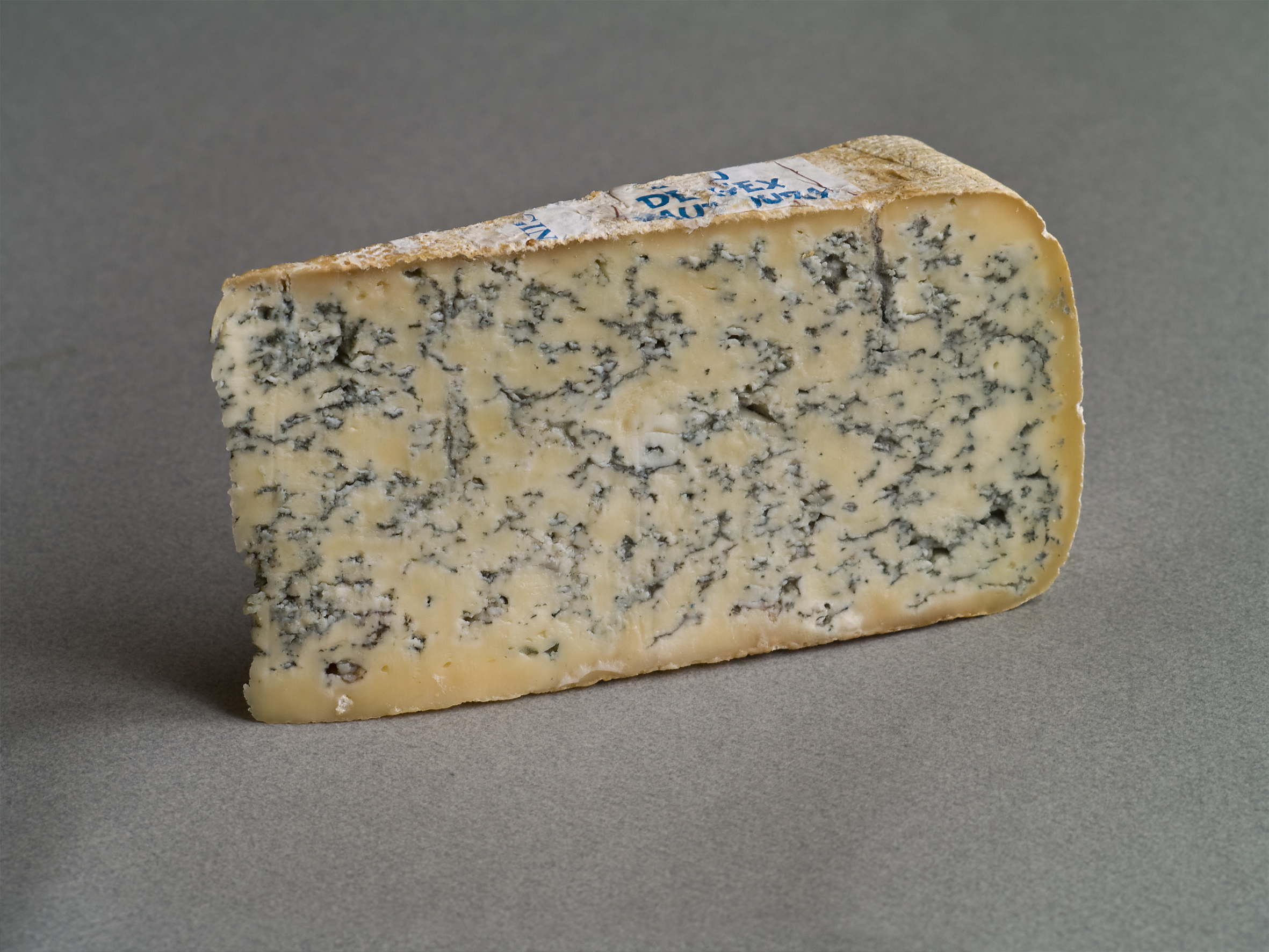
Bleu de Gex
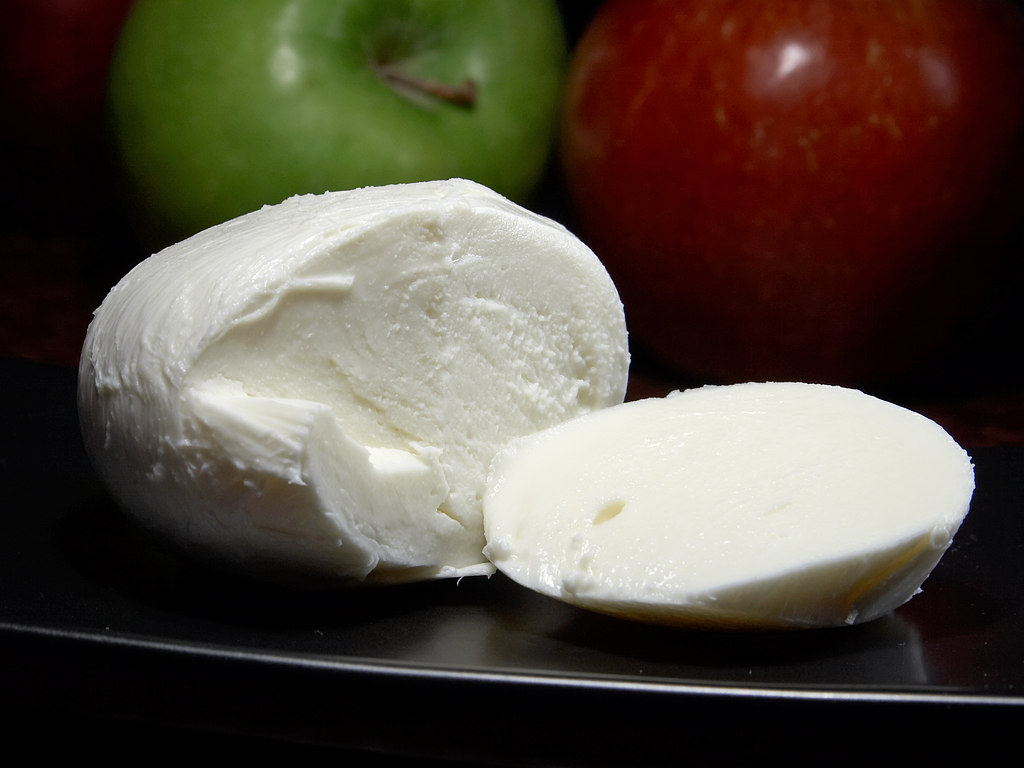
Mozzarella
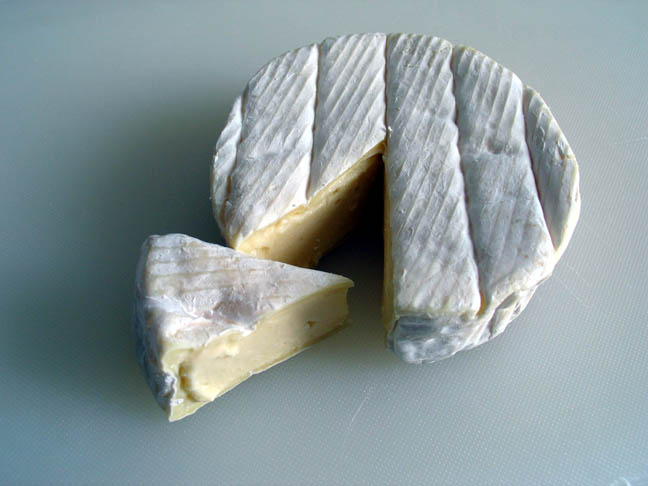
Camembert
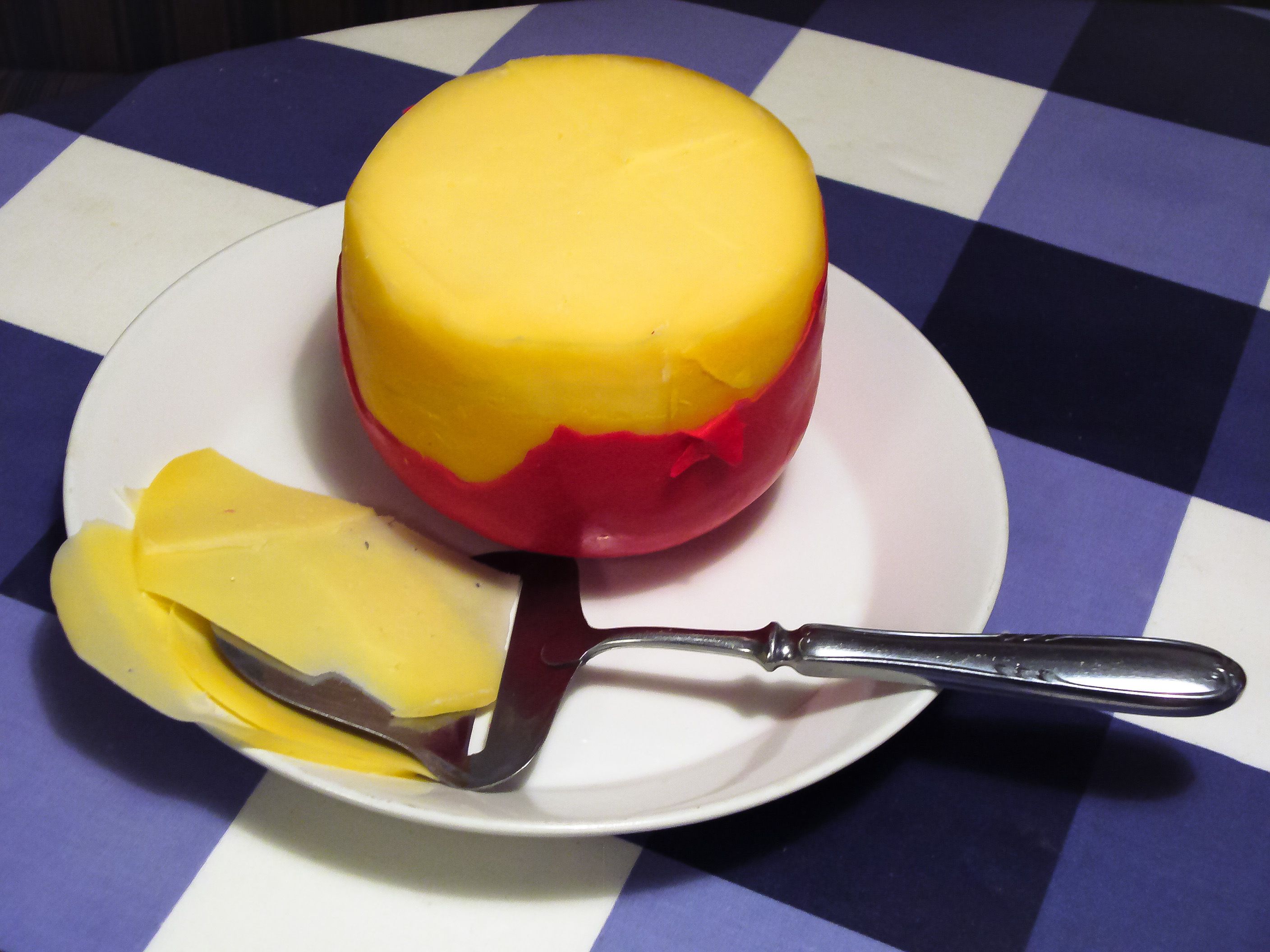
Edamer
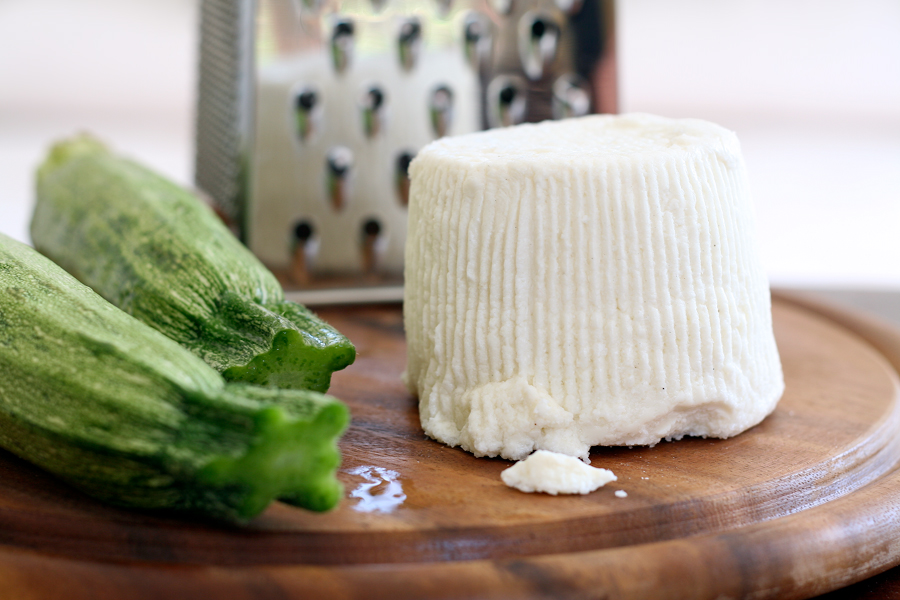
Ricotta
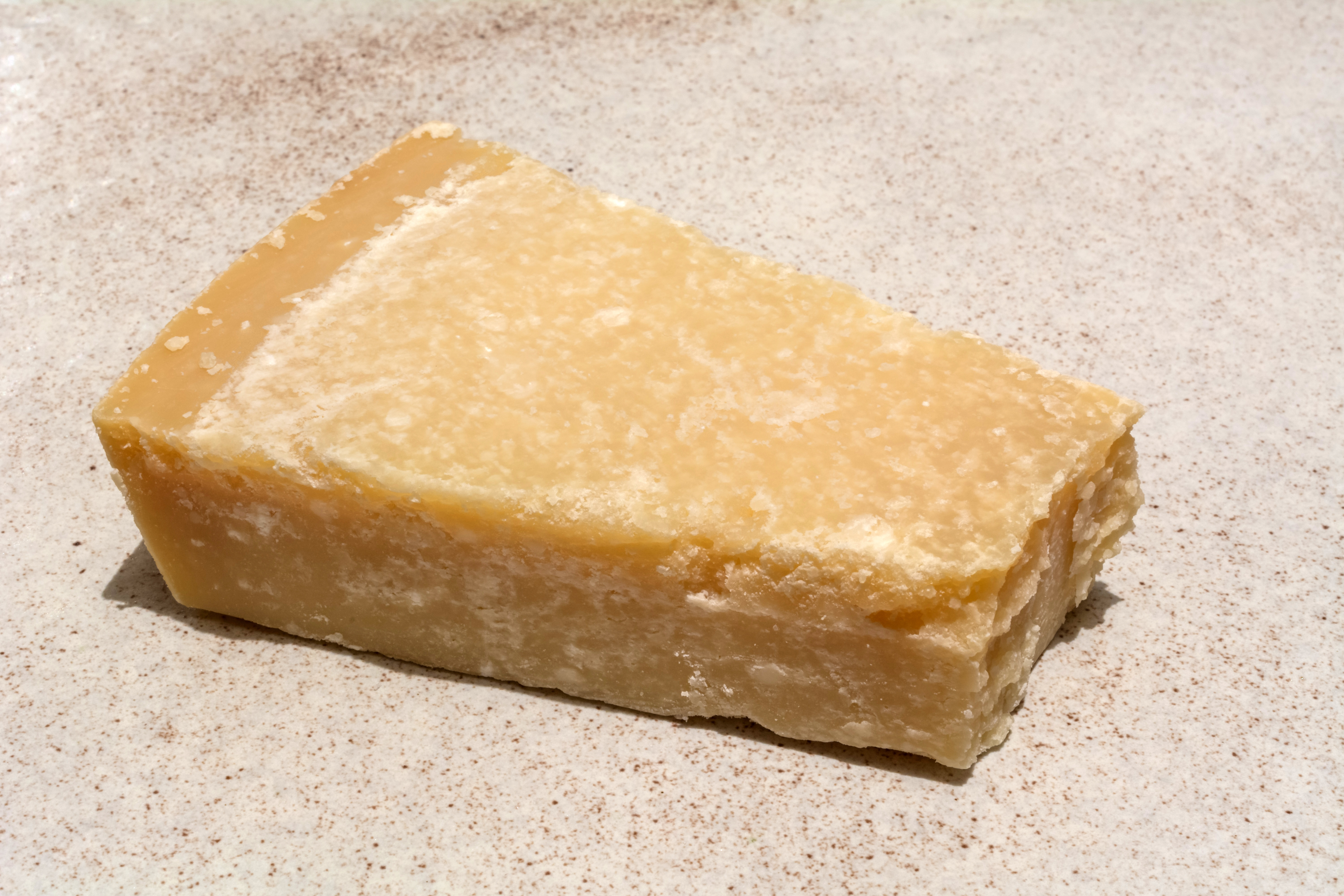
Parmigiano-Reggiano
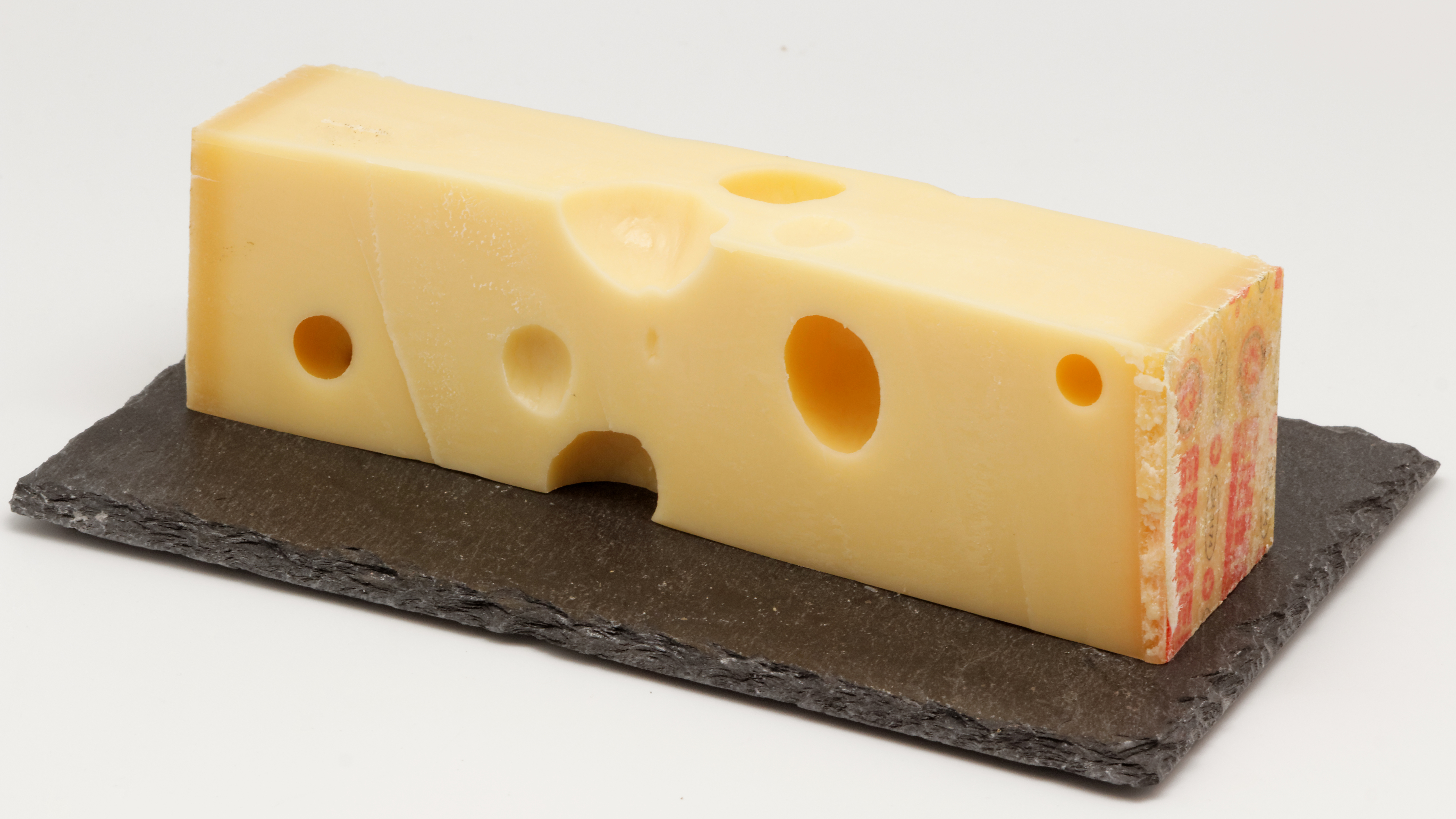
Emmentaler